# BNT 4
BNT 4 é um canal Búlgaro de televisão por assinatura pertencente e operado pela BNT, disponível em Portugal.

## Fonte
- Este artigo foi inicialmente traduzido, total ou parcialmente, do artigo da Wikipédia em inglês cujo título é «BNT 4», especificamente desta versão.